# Американцы еврейского происхождения

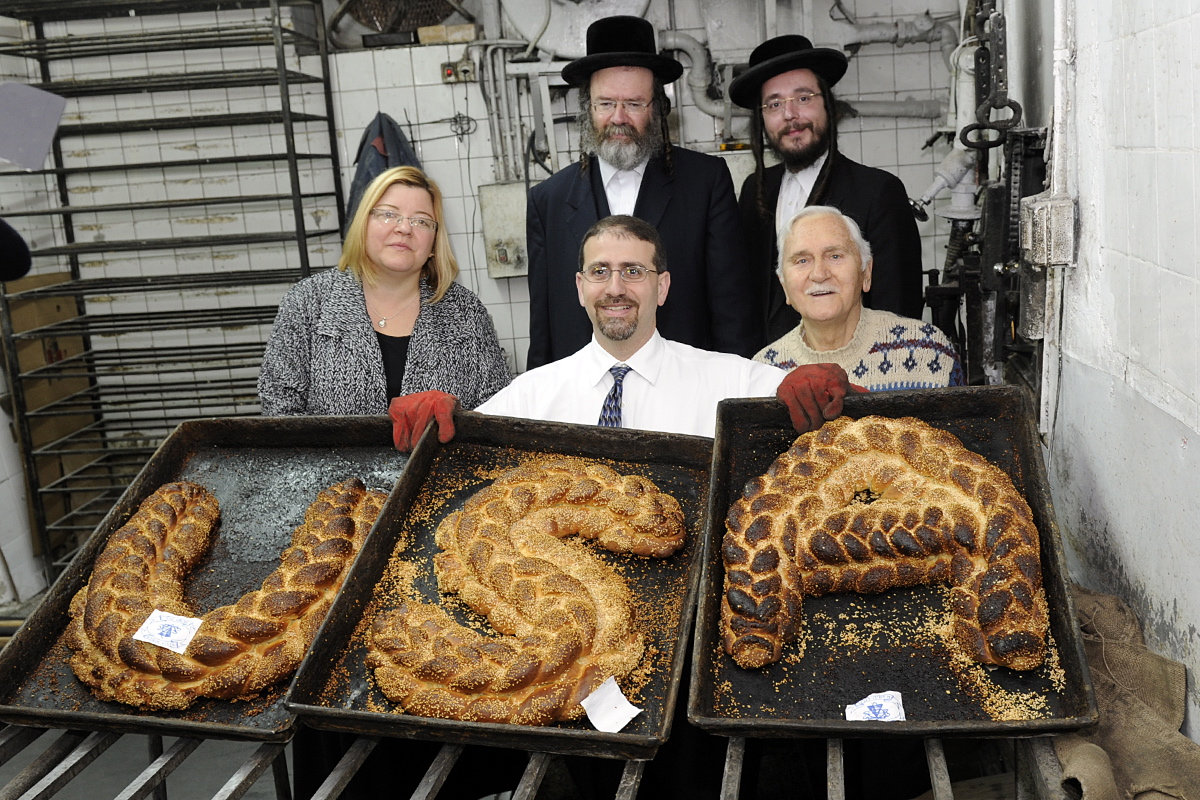
Халы в Меа Шеарим, в Иерусалиме

Американцы еврейского происхождения или американские евреи (англ. American Jews) — граждане США еврейской национальности либо иудейского вероисповедания (следует учитывать, что в американской статистике еврейство зачастую является религиозной, а не национальной группой). Среди американских евреев абсолютно преобладают ашкеназы (до 90 %), хотя представлены также другие группы (сефарды, мизрахим, бухарские евреи), а также определённое количество обратившихся в иудейскую веру неевреев (геры), в том числе принадлежащих к другим расовым типам. Также в США представлен широкий спектр различных течений иудаизма.
Если в начале XX века крупнейшая в мире еврейская диаспора (до 5 млн чел.) находилась в черте оседлости Российской империи, то в настоящее время она находится в США. Численность американских евреев оценивается в 5,5—8,0 млн чел. (1,7 % — 2,6 % населения), что сопоставимо с населением Израиля. Определение точной цифры затруднено в связи с проблемами идентичности у лиц смешанного происхождения и обращённых неевреев.

## История
Первое появление евреев на территории США относится ещё к колониальному периоду, однако они тогда были малочисленны и относились в основном к субэтносу сефардов. До 1830 годов крупнейшим еврейским центром в Северной Америке являлся город Чарльстон (Южная Каролина). С началом массовой немецкой иммиграции в страну также начали прибывать евреи-ашкеназы. К 1880-м годам численность американских евреев дошла до 250 тыс. чел. (около 0,5 % населения). Основным их занятием являлась мелкая торговля.
Американские евреи приняли участие в Гражданской войне в США, причём с обеих сторон. Согласно исследованиям Дональда Альтшиллера, 7 тыс. евреев служили в армии Союза и 3 тыс. — в армии Конфедерации, а число погибших евреев составило около 600 человек (вся их численность в стране на тот момент составляла около 150 тыс.) Как правило, евреи придерживались «локального патриотизма», присоединяясь к преобладавшим в данном штате настроениям.
Резкий перелом в еврейской иммиграции в США произошёл с воцарением в России императора Александра III. Усиление ограничительного антиеврейского законодательства и прокатившаяся по стране волна погромов привела к началу массового исхода в Америку, которая на тот момент придерживалась политики неограниченной иммиграции. В период 1880—1924 (год введения квотирования иммиграции в США) из черты оседлости Российской империи (примерно соответствует современным Украине, Белоруссии, Молдавии, Литве и Польше) прибыло 1,5—2 млн евреев, вместе с прочими восточноевропейскими евреями — до 2,5 млн чел. Практически все они принадлежали к субэтносу ашкеназим и разговаривали на идише.

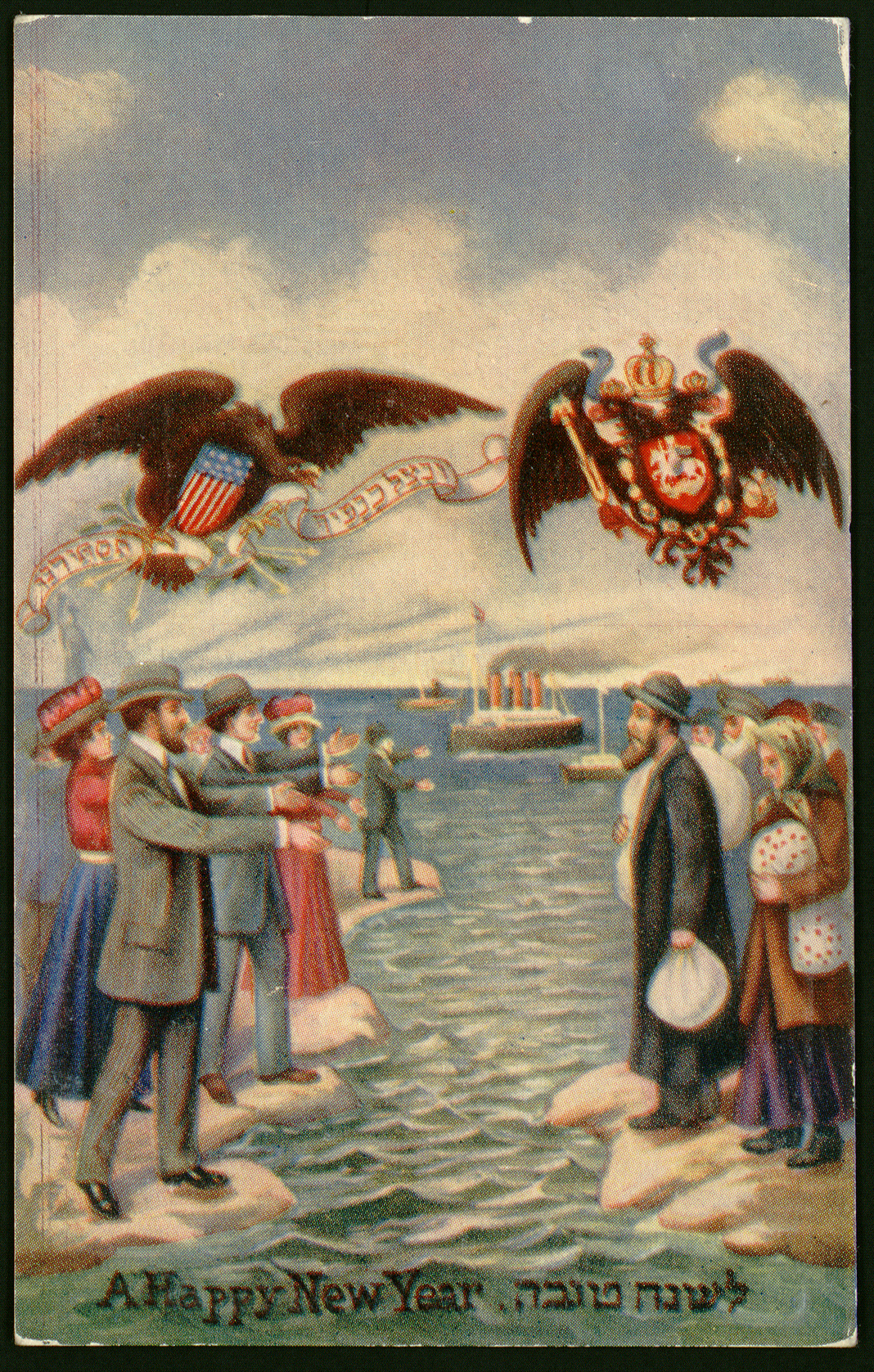
Открытка на Рош Ха-Шана начала 1900-х годов, изображающая эмиграцию российских евреев в США

Произошедшая миграция по своим масштабам была сопоставима с массовой миграцией в США поляков и итальянцев, имевшей место примерно в тот же период, и также оборвавшейся в связи с введением квотирования иммиграции. Жизненный уровень большинства еврейских иммигрантов на первых порах был низким; перед Первой мировой войной до 80 % из них занимались физическим трудом на заводах. По терминологии того времени, они принадлежали к «низшим классам». Среди особенностей еврейской общины того времени отмечается развитая система благотворительности, поразительно низкая детская смертность и фанатичная тяга к образованию.
Как и ирландские иммигранты, евреи зачастую были вынуждены оседать в портовых городах восточного побережья США, не имея средств для движения далее вглубь страны. Если крупнейшим ирландским центром стал Бостон, штат Массачусетс (ирландское население Массачусетса до сих пор доходит до 25 %), то евреи прибывали в первую очередь в Нью-Йорк. В 1950-е годы еврейское население этого города доходило до 2 млн чел. (25 %), однако затем значительно уменьшилось, в том числе за счёт миграции в другие штаты и переезда в пригороды.
Еврейские иммигранты волны 1880—1924 годов зачастую были вынуждены жить в стеснённых жилищных условиях; в Нью-Йорке они занимали ряд трущоб, которые в настоящее время заселены преимущественно афроамериканцами. Район Нижний Ист-Сайд, сто лет назад частично бывший еврейским, в настоящее время населён пуэрториканцами. В бедных районах Гарлема в 1920-х годах проживало до 177 тыс. евреев, впоследствии переехавших в другие районы; на их место массово прибыли афроамериканцы. Уже к 1940 году количество евреев в Гарлеме уменьшилось до 2 тыс.
В отличие от Европы, в США с их декларированной религиозной свободой евреи никогда не подвергались преследованиям. Пол Джонсон отмечает, однако, в ранней истории Америки случаи, когда иудеи подвергались наказаниям за то, что работали в воскресенье, святой для христиан день; однако по сравнению с Европой подобные преследования выглядят незначительными.
В первой половине XX века ряд вузов США, особенно расположенных на Северо-Востоке страны, ввели у себя квоты на приём еврейских студентов, по образцу российской процентной нормы. Результатом стало то, что, в частности, в медицинской школе Корнеллского университета в период между Мировыми войнами доля еврейских студентов упала с 40 % до 4 %, а в Гарварде — с 30 % до 4 %. В настоящее время евреи уже не подвергаются подобной дискриминации.
Американские евреи приняли широкое участие во Второй мировой войне. В армии США в этот период отслужило 550 тыс. евреев, из которых около 11 тыс. были убиты и 40 тыс. ранено. Еврейским военнослужащим присвоено в общей сложности 52 тыс. медалей, в том числе троим — медаль Почёта (высшая военная награда США). И если в тот период евреи США составляли 3,3 % населения, их доля среди американских военнослужащих достигала 4,23 %; в армии США служило и большинство (60 %) всех еврейских врачей моложе 45 лет.

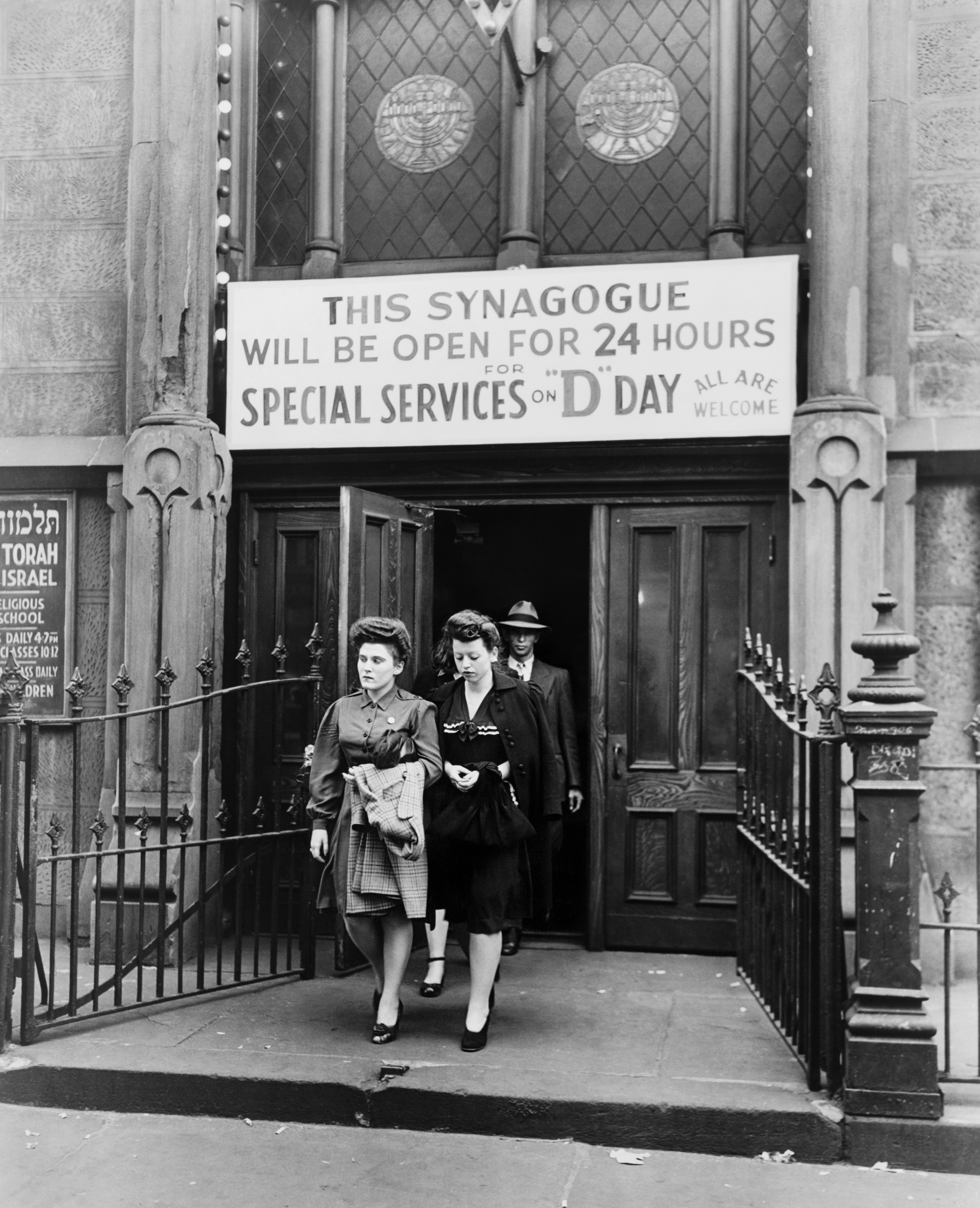
Синагога на Тридцать третьей улице в Нью-Йорке в день высадки американцев в Нормандии работала 24 часа для специальных служб и молитв.

Отмечается также широкое участие евреев-физиков в Манхэттенском проекте создания атомной бомбы. В частности, евреем являлся «отец атомной бомбы», руководитель проекта Роберт Оппенгеймер.
Сообщения о начавшемся в Европе Холокосте произвели глубокое травмирующее впечатление на американских евреев. В США в настоящее время находится рекордное количество мемориалов в память об этих событиях.

## Расселение
Американские евреи проживают преимущественно в больших городах (с пригородами). Крупнейшими центрами их расселения являются Нью-Йорк (по разным оценкам, от 1,54 млн до 2 млн евреев), а также Лос-Анджелес и Майами. Тогда как среди населения страны в целом евреи составляют около 2 %, в штате Нью-Йорк их доля доходит до 10 %. Численность евреев, проживающих в «большом Нью-Йорке» (с пригородами) сопоставима с населением крупнейшей израильской агломерации Гуш-Дан и превышает население Тель-Авива.
Значительные еврейские общины также существуют в Балтиморе, Бостоне, Чикаго, Сан-Франциско, Филадельфии, Финиксе.
Наибольшая доля евреев в стране наблюдается в округе Рокленд штата Нью-Йорк (31,4 %, или 91 300 чел.). Из отдельных же населенных пунктов можно отметить деревню Кирьяс-Джоэль в штате Нью-Йорк (93 %), в Беверли-Хиллз в штате Калифорния (61 %), Лейквуд в штате Нью-Джерси (59 %).

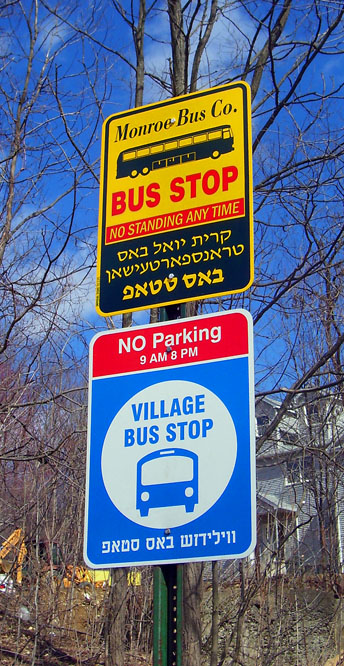
Автобусная остановка с надписями на английском, транслитерированными еврейскими буквами в Кирьяс-Йоэль

Тогда как численность американских евреев в целом имеет тенденцию к сокращению, в Нью-Йорке она устойчиво растёт. Основной причиной этого является значительная доля ортодоксальных иудеев с традиционно высокой рождаемостью. Они составляют 32 % еврейского населения Нью-Йорка, среди лиц моложе 25 лет — до 61 %. Процент смешанных браков среди нью-йоркских евреев составляет 22 %, что гораздо ниже среднего по стране. 64 % еврейских детей Нью-Йорка посещает иудейские школы, что также выше среднего по стране.
Штаты с самой большой процентной частью американских евреев в составе населения:
- Нью-Йорк 8,91 %
- Нью-Джерси 5,86 %
- Округ Колумбия 4,25 %
- Массачусетс 4,07 %
- Мэриленд 3,99 %
- Коннектикут 3,28 %
- Флорида 3,28 %
- Калифорния 3,18 %
- Невада 2,69 %
- Иллинойс 2,31 %
- Пенсильвания 2,29 %

## Языки
Родным языком большинства евреев, прибывавших в США на рубеже XIX—XX веков, являлся идиш. Сейчас практически все американские евреи говорят по-английски, однако идиш всё ещё широко распространён в среде хасидов. Ряд слов идиша («хуцпа», «шмак» и др.) вошли в американский английский.
Среди персидских евреев (заметные центры которых существуют в Лос-Анджелесе и Нью-Йорке) сохраняется персидский язык.
Иммигранты из СССР продолжают говорить по-русски; русский язык абсолютно доминирует в районе Брайтон-Бич, Нью-Йорк и Санни Айлс, Майами. Также русский язык можно встретить в округе Ричмонд в Сан-Франциско.
Бухарские евреи разговаривают на диалекте бухори.
Классический иврит сохраняется как язык религиозных книг, также на иврите говорят иммигранты, прибывшие в США из Израиля.

## Расовая принадлежность
В современной статистике США, по расовой принадлежности более 90 % американских евреев относятся к европеоидной расе и рассматриваются как «белые не-латинского происхождения» (non-Hispanic white). До 5 % евреев определили свою расу, как латинскую (главным образом, выходцы из Аргентины, Венесуэлы, Кубы и Испании), 1 % — азиатскую (главным образом, бухарские и персидские евреи), 1 % — «чёрную» (black) и 1 % — «прочее».
В США проживает от 20 до 200 тыс. евреев африканского происхождения, принадлежащих к негроидной расе. Все эти лица не являются этническими евреями, однако в ходе сложных духовных поисков они предпочли принять иудейскую веру (см. чёрные евреи). Вместе с тем некоторые такие секты являются не вполне иудейскими, а, в современной терминологии, «иудействующими» (занимают промежуточное положение между иудаизмом и христианством). Зачастую, большинство евреев отказывает им в признании. Одним из подобных течений является «Церковь Бога и святых Христовых», основанная в 1896 году бывшим чернокожим рабом Вильямом Сандерсом Кроуди в Лоуренсе, штат Канзас. Прихожане этой церкви совершают обрезание, используют еврейский календарь и носят ермолки, однако одновременно практикуют и ряд христианских ритуалов.
Движение «Африканских еврейских израильтян Иерусалимских» считает себя потомками одного из колен Израилевых и не признают Талмуд, хотя соблюдают такие иудейские праздники, как Йом Кипур и Пейсах, а также совершают обрезание. В дополнение к предписаниям Библии они придерживаются строгой вегетарианской диеты и носят одежду только из натуральных тканей. В 1969 году они эмигрировали в Израиль, однако власти этой страны отказались признавать их евреями. Только в 2003 году они получили вид на жительство. В 2009 году член этой церкви Элияхим Бен-Исраэль стал первым чернокожим евреем, получившим израильское гражданство. В 2004 году Урия Батлер стал первым членом общины, отслужившим в израильской армии.
Под влиянием эфиопских евреев чернокожий проповедник из Вест-Индии Вентворт Артур Мэтью основал в 1919 году в Гарлеме, Нью-Йорк, «Конгрегацию хранителей заповедей». Прихожане этой церкви, в частности, считают себя потомками царя Соломона и царицы Савской (что характерно для Эфиопии; в частности, правившая этой страной династия считала себя именно потомками этих двух персонажей, а царица Савская обычно считается правительницей Эфиопии).
Однако в целом число чернокожих иудеев в США, в отличие от белых, невелико, и они остаются скорее экзотикой.

## Религия

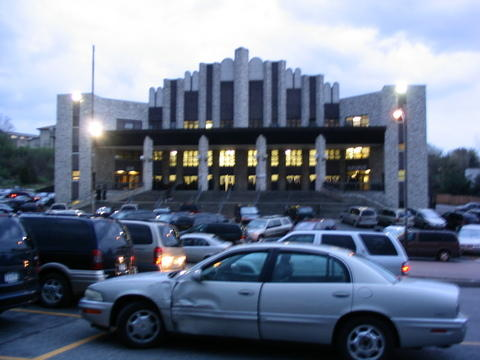
Главная синагога в Кирьяс-Джоэль

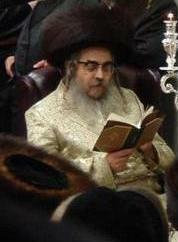
Главный раввин Аарон Тейтельбаум празднует Хануку в главной синагоге Кирьяс-Джоэль

Американские евреи рассматриваются как менее религиозные чем американцы в целом. Опрос 2003 года, показывает, что тогда как 79 % всех американцев верят в Бога, среди евреев эта цифра достигает лишь 48 %, по сравнению с 79 % среди католиков и 90 % для протестантов. 66 % американцев «абсолютно уверены» в существовании Бога, тогда как среди евреев — лишь 24 %. Доля лиц, заявивших в том, что они не верят в существование Бога, в среднем в США составляет 9 %, и 19 % среди американских евреев.
Согласно исследованию Гарриса 2003 года, 4.3 млн американских евреев определили себя, как «тесно связанных с иудаизмом». Из них 46 % принадлежали к какой-либо синагоге. Из этих 46 % 38 % посещали реформистские синагоги, 33 % консервативные, 22 % ортодоксальные, 2 % реконструкционистские и 5 % — прочие.
16 % евреев посещали синагогу по крайней мере один раз в месяц, 42 % — по крайней мере один раз в год, и 42 % реже, чем раз в год.
Одна шестая американских евреев соблюдает кашрут.
Известной популярностью среди американских евреев пользуется иудейская ортодоксия (в частности, в Нью-Йорке размещается штаб-квартира движения любавичских хасидов «Хабад»), однако большинство верующих евреев США принадлежат к «облегчённым» течениям иудаизма (реформистский иудаизм, консервативный иудаизм). Крупнейшим центром иудейской ортодоксии в США остаётся Нью-Йорк. Отмечается, что в этом городе находится две трети всех ортодоксальных иудейских религиозных школ Америки (главным образом, в Бруклине).
1,7 млн евреев в США исповедует христианство, или мессианский иудаизм, также около 700 тыс. американских христиан имеют еврейские корни.
Существуют крупные христианские течения еврейской идентичности, крупнейшим из них является Евреи за Иисуса.

## Демография
Доля смешанных браков американских евреев выросла с 6 % в 1950 году до 25 % в 1974 и до примерно 40-50 % в 2000. По существующим оценкам, на 2013 год доля таких браков возросла даже до 71 %, что дало падение численности евреев в США на 5 % по сравнению с 1990-ми годами. Лишь 33 % из детей от смешанных браков получают еврейское воспитание; исключением является лишь Бостон, где эта цифра доходит до 60 %. Также отмечается, что среди детей от смешанных браков, в свою очередь, доля смешанных браков доходит до 90 %.
Среднее количество детей на одну еврейскую женщину в США упало с 2,12 в 1976 году до 1,45 в 2012. В то же время в среде ортодоксальных иудеев эта цифра составляет 4,4 (по другим данным 4,1).
Одним из последствий относительно низкой рождаемости является также высокий средний возраст; среди американских евреев он составлял по состоянию на 2007 год 42 года, тогда как в среднем по стране — 37 лет.
Очевидно, что основной угрозой для еврейства США является не опасность гонений, а ассимиляция — бесследное растворение среди огромного нееврейского большинства параллельно с размыванием национальной и религиозной идентичности. Однако имеет место и противоположный процесс — обращение нерелигиозных евреев к иудейской ортодоксии (тшува).
Специалист Гарвардского центра по изучению народонаселения Элия Бергман предсказывает, что при сохранении существующих тенденций еврейское население США к 2076 году сократится на 85-90 %.
Однако следует также отметить заметный рост численности религиозных ортодоксальных иудеев (харедим). Вследствие полного отсутствия в их среде смешанных браков и более высокой рождаемости численность прихожан ортодоксальных синагог выросла с 11 % в 1971 году до 21 % в 2000, хотя численность евреев в целом за это время снизилась. По состоянию на 2000 год численность «харедим» в США оценивалась в 360 тыс. чел. или 7,2 % от общей численности американских евреев, тогда как уже на 2006 год оценка возросла до 468 тыс. чел. или 9,4 %.
С точки иудейской традиции, проживание евреев в США (и вообще где-либо за пределами Израиля) является «изгнанием» (галут), а переезд в Израиль буквально именуется «восхождением» (алия). Репатриация евреев из США в Израиль носит устойчивый характер, но масштабы её невелики (порядка 2 тыс. чел. в год). Значительную долю из них составляют глубоко верующие иудеи, пошедшие на это из-за своих религиозных убеждений. С этой точки зрения американские «харедим» представляют собой практически неограниченный резерв репатриантов. Впрочем, следует отметить, что определённая часть иудейской ортодоксии не признаёт современное государство Израиль. Не отказываясь от неизбежной репатриации всех поголовно евреев мира в будущем, они, однако, считают, что еврейская государственность на Ближнем Востоке должна быть восстановлена только после пришествия Мессии.
Существует и обратный процесс эмиграции из Израиля, в том числе в США. Согласно переписи населения 2000 года, в этой стране насчитывалось около 106 тыс. «израильских американцев»; по другим оценкам, их количество доходит до 500 тыс. чел. Однако, следует также учесть, что в статистическую группу «израильских американцев» могут попадать также и этнические арабы с израильским гражданством, лица других национальностей и лица смешанного происхождения, числящиеся в израильском МВД, как неевреи.

## Политика

### Отношение к Демократической партии
«Старое» американское еврейство (до 1880 года) рассматривается как консервативное. В противовес ему, евреи большой волны иммиграции 1880—1924 годов зачастую придерживались популярных тогда в Европе социалистических, анархистских и коммунистических идей. Еврейские иммигранты этого периода сыграли заметную роль в американском профсоюзном движении.
Со временем евреи, наряду с ирландскими католиками, начали преимущественно поддерживать часть американского истеблишмента, связанную с Демократической партией США. Начиная с 1924 года, на выборах Президента США большинство еврейских избирателей неизменно поддерживает демократов. Рекорд в этом отношении был поставлен на выборах одного из самых выдающихся президентов в истории Америки, Франклина Рузвельта (до 90 % голосов евреев). Отмечается также широкая поддержка евреями проводившегося Рузвельтом «Нового курса». Исключением стали перевыборы Джимми Картера в 1980 году: тогда как в 1976 году за него проголосовал 71 % еврейских избирателей, в 1980 — лишь 45 % (39 % — за кандидата от республиканцев Рональда Рейгана, и 14 % за независимого Джона Андерсона).
Вместе с тем следует отметить, что руководство Республиканской партии обычно рассматривается, как более произраильское. На президентских выборах 2012 года сложилась парадоксальная картина: 68 % еврейских избирателей проголосовали за Барака Обаму (в 2008 году — 78 %), тогда как официальное израильское лобби прямо поддерживало его конкурента, кандидата от республиканцев Митта Ромни. Во время предвыборной гонки он сделал заметно более произраильские заявления, чем Обама.
Стремясь привлечь голоса еврейских избирателей, обе основные политические партии США с 1944 года включают в свои программы произраильские лозунги. Впрочем, традиционный произраильский курс США является довольно относительным: США, начиная с 1948 года, поддерживали лозунг основания независимого арабского государства в Палестине, и неизменно отказывались (в связи с тем, что палестинские арабы выдвигают территориальные претензии на Восточный Иерусалим) переносить посольство своей страны из Тель-Авива в Иерусалим, что автоматически означает признание Иерусалима столицей Израиля. Вместе с тем закон о переносе посольства принят Конгрессом США ещё в 1995 году, однако его реализация неизменно откладывалась каждой новой администрацией. Однако президенты США Билл Клинтон (1993—2001), Джордж Буш — младший (2001—2008) и Барак Обама (2008—2016) откладывали выполнение этого закона, чтобы не вызвать обострение ситуации на Ближнем Востоке. Президент США Дональд Трамп в июне 2017 года также отложил реализацию закона (во время избирательной кампании выступал за перенос диппредставительства в Иерусалим). Однако 6 декабря 2017 года Трамп объявил о признании Иерусалима столицей Израиля. 14 мая 2018 года, в 70-ю годовщину независимости Израиля, состоялось открытие посольства США в Иерусалиме.

### Представительство в органах власти
По сравнению с ирландской диаспорой (насчитывающей 36 млн человек), политические успехи американских евреев выглядят довольно скромно. Они ни разу не выдвигали кандидатов в президенты США. Единственным еврейским кандидатом в вице-президенты США являлся демократический сенатор Джозеф Либерман, баллотировавшийся в 2000 году в одной команде с кандидатом в президенты Альбертом Гором (избраны не были).
Первым евреем, ставшим губернатором штата, является Джек Маркелл, избранный в 2008 году в штате Делавэр от Демократической партии. Также губернаторами-евреями (оба демократы) были избраны: Джошуа Шапиро (был избран в штате Пенсильвания в 2023 году), Джей Роберт Прицкер (был избран в штате Иллинойс в 2019 году). Евреи избирались мэрами нескольких крупных городов. Историю Нью-Йорка уже сложно представить без Майкла Блумберга (мэр с 2002 по 2013 годы).
В Верховный суд США в разное время избирались 8 евреев.
В начале работы Конгресса США 112-го созыва из 435 членов Палаты представителей 27 являлись евреями, и 13 из ста сенаторов. Практически все они принадлежат к Демократической партии.